# 名古屋高速16號一宮線
名古屋高速16號一宮線（日语：／ Nagoya kōsoku 16 gō Ichinomiya sen */?）是一條連接日本愛知縣清須市清洲JCT與同縣一宮市一宮中入口的名古屋高速道路路線。

## 概要
- 起點 : 愛知縣清須市朝日
- 終點 : 愛知縣一宮市綠
- 路線長度 : 8.9km
- 出入口 : 10個（入口:5個、出口:5個）
- 分支 : 2個
- 行車線 : 4車線

## 連接高速道路
- 名神高速道路（於一宮IC連接）
- 名古屋第二環狀自動車道（於清洲JCT連接）
- 名古屋高速6號清須線（於清洲JCT連接）

## 設施
- 上行線（6號清須線、名二環方向）於入口收費，下行線（名神、一宮中方向）於出口收費[1]。一宮收費站與名神高速公路採用合併收費方式[1]。
- （間）為以其他道路為媒介接續的間接接續。
- IC為交流道的簡寫，JCT為系統交流道的簡寫。

| 出入口編號                                     | 中文設施名     | 日文設施名 | 英文設施名 | 接續路線名                                   | 起點起計 （公里） | 備註                        | 所在地     |
| ---------------------------------------------- | -------------- | ---------- | ---------- | -------------------------------------------- | ----------------- | --------------------------- | ---------- |
| 名古屋高速6號清須線、 名古屋高速都心環狀線方向 |                |            |            |                                              |                   |                             |            |
| -                                              | 清洲JCT        |            |            | C2 名古屋第二環狀自動車道                    | 0.0               |                             | 清須市     |
| 1611/1601                                      | 春日出入口     |            |            | 國道22號 （間）愛知縣道163號一場中小田井線   |                   | 名神、一宮中方向出入口      | 清須市     |
| 1612/1602                                      | 西春出入口     |            |            | 國道22號 （間）愛知縣道161號名古屋豐山稻澤線 |                   | 6號清須線、名二環方向出入口 | 北名古屋市 |
| 1613/1603                                      | 一宮西春出入口 |            |            | 國道22號 （間）愛知縣道161號名古屋豐山稻澤線 |                   | 名神、一宮中方向出入口      | 一宮市     |
| 1604                                           | 一宮南出口     |            |            | 國道22號 （間）愛知縣道155號井之口江南線     |                   | 6號清須線、名二環方向出口   | 一宮市     |
| -                                              | 一宮IC         |            |            | E1 名神高速公路                              |                   | 6號清須線、名二環方向接續   | 一宮市     |
| 1615/1605                                      | 一宮東出入口   |            |            | 國道22號 （間） 國道155號                    |                   | 6號清須線、名二環方向出入口 | 一宮市     |
| 1616                                           | 一宮中入口     |            |            | 國道22號 （間） 國道155號                    | 8.9               |                             | 一宮市     |
| 名岐道路（計劃路線）                           |                |            |            |                                              |                   |                             |            |

- 1601—1605 北行、1611—1616 南行

## 历史
- 2005年2月11日 : 全線開通。
- 2007年12月9日 : 清洲JCT可以連接6號清須線。

## 交通流量
平日24小時交通流量（平成17年度道路交通普查）
- 一宮市丹陽町九日市場 : 17,982